# هارد وایت (ترانه)
«هارد وایت» (به انگلیسی: Hard White) ترانه‌ای از نیکی میناژ می‌باشد که در چهارمین آلبوم استودیویی وی تحت عنوان ملکه (۲۰۱۸) قرار دارد. این ترانه در ابتدا «هاف بک» نام داشت. موزیک ویدئوی ترانه در ۳۱ ژانویهٔ سال ۲۰۱۹ منتشر گردید.